# Vittorio Stagni (schermidore)
Vittorio Stagni (Bologna, 9 novembre 1916 – Bologna, 23 maggio 1987) è stato uno schermidore italiano, specializzato nella sciabola. Ha vinto una medaglia d'argento ai Campionati mondiali di scherma del 1951 e una di bronzo ai Mondiali del Cairo del 1949 nella sciabola individuale..

## Palmarès

### Risultati élite
In carriera ha ottenuto i seguenti risultati:
Mondiali
Individuale
- Bronzo nella sciabola a Il Cairo 1949

A squadre
- Argento nella sciabola a Stoccolma 1951